# Caroline Furlani

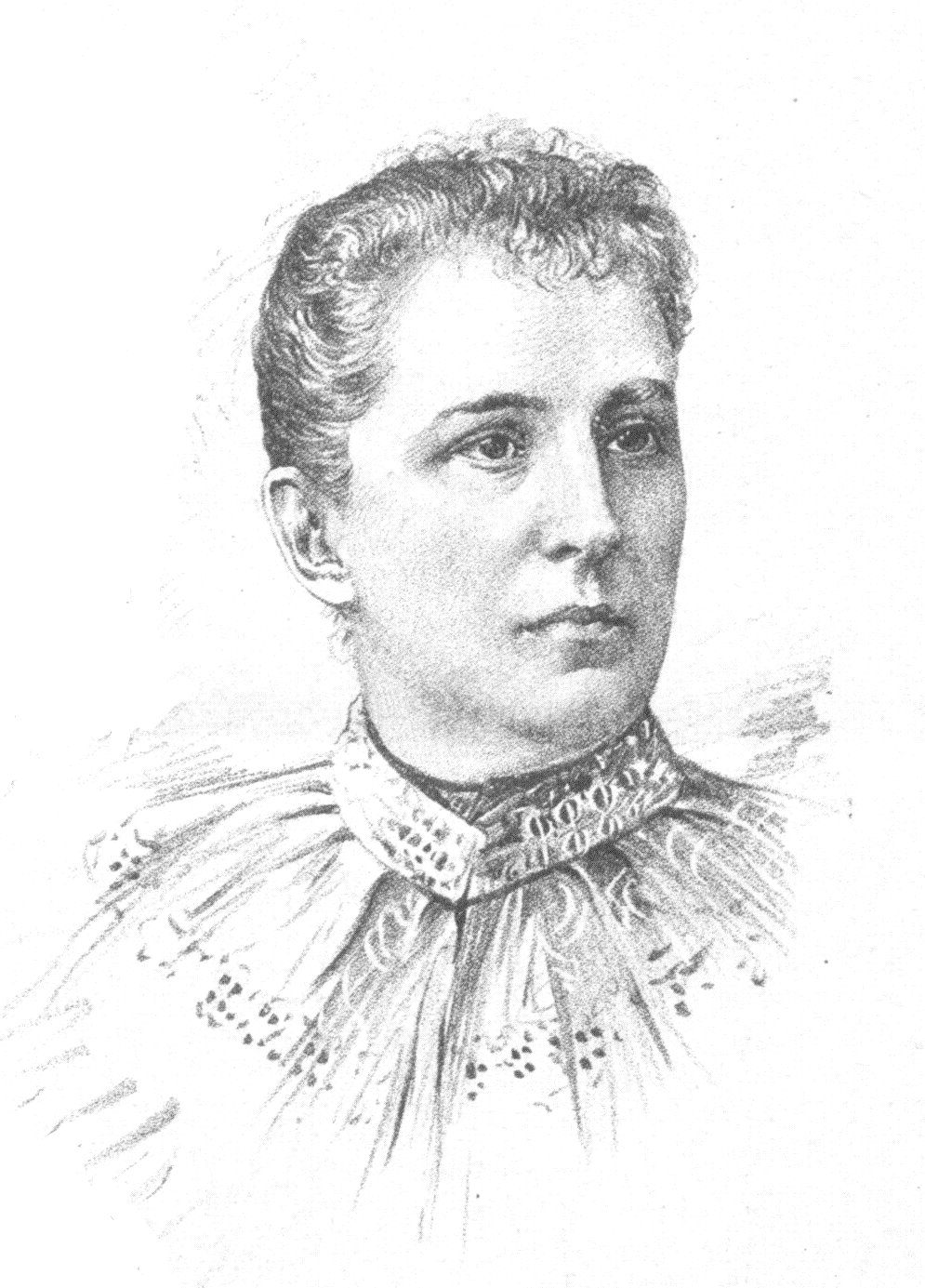
Caroline Furlani im Jahre 1894

Caroline Furlani (28. Oktober 1847 in Wien – nach 1900) war eine österreichische Theaterschauspielerin.

## Leben
Furlani, die Tochter eines Wiener Universitätsprofessors, ging bereits mit 15 Jahren zur Bühne, nachdem sie vorher fürs Klavierspiel ausgebildet worden war. Ihren dramatischen Unterricht leitete Frau A. Wollrabe.
Ihr erstes Engagement erhielt sie in Ischl, dann wirkte sie in Hamburg und Graz, wo sie sich großer Beliebtheit erfreute, sodann in Berlin am Deutschen Theater und kam 1893 nach Wien ans Raimundtheater. Hier war sie lange Jahre tätig, jedoch meist in unbedeutenden Rollen beschäftigt, so dass man auf ihr Talent nicht so recht aufmerksam wurde. Erst die Darstellung der „Baronin Couturier“ in Victorien Sardous Marcelle am Carltheater 1898, welche Rolle sie mit vollendeter Feinheit in Sprache und Haltung verkörperte und den Gemütsausbrüchen wie dem Geplauder den Ton vollendeter Natürlichkeit lieh, erkannte man, dass man es mit einer hochtalentierten Darstellerin zu tun habe.
Nachdem sie noch einige Jahre am Carltheater gewirkt hatte, trat sie in den Verband des Theaters in der Josefstadt, woselbst sie im Mai 1901 in aller Stille ihr 40-jähriges Künstlerjubiläum feierte.
Sie vertrat das Fach erster Mütter und erwies sich namentlich in komischen Rollen als äußerst wirksame und erfolgreiche Darstellerin.